# NGC 6684A
NGC 6684A is een onregelmatig sterrenstelsel in het sterrenbeeld Pauw. Het hemelobject werd op 8 juni 1836 ontdekt door de Britse astronoom John Herschel.

## Synoniemen
- ESO 104-19
- AM 1847-645
- PGC 62517